# Conorbis
Eponides e es un género de foraminífero bentónico considerado como nomen nudum, y aceptado como sinónimo posterior de Conorboides de la Familia Conorboididae, de la Superfamilia Conorboidoidea y del Orden Robertinida. Fue propuesto como un subgénero de Eponides, es decir, Eponides (Conorbis), de la Subfamilia Eponidinae, de la Familia Eponididae, de la Superfamilia Discorboidea, del Suborden Rotaliina y del Orden Rotaliida. Su rango cronoestratigráfico abarca desde el Kimmeridgiense superior hasta el Portlandiense (Jurásico superior).

## Clasificación
Conorbis incluía a las siguientes especies:
- Conorbis hofkeri †, también considerado como Eponides (Conorbis) hofkeri †, y aceptado como Conorboides hofkeri †
- Conorbis polonicus †, también considerado como Eponides (Conorbis) polonicus †, y aceptado como Pseudolamarckina polonica †
- Conorbis valendisensis †, también considerado como Eponides (Conorbis) valendisensis †, y aceptado como Conorboides valendisensis †